# Lauren Sesselmann
Lauren Marie Sesselmann (Marshfield (Wisconsin), 14 de agosto de 1983) é uma futebolista canadense que atua como defensora, medalhista olímpica. 

## Carreira
Lauren Sesselmann fez parte do elenco medalha de bronze em Londres 2012.